# Bandar Lengueh
Bandar Lengueh (en persan : بندر لنگه) est une ville portuaire dans la province de Hormozgan en Iran sur la côte du golfe Persique, à quelque 1631 km de Téhéran.
Bandar Lengueh possède un aéroport (code AITA : BDH).

## Toponyme
La ville était appelée Goganna sous le règne des Achéménides (vers 330 av. J.-C.).